# Hyposoter prolixus
Hyposoter prolixus là một loài tò vò trong họ Ichneumonidae.